# Álvaro Valero de Palma
Álvaro Valero de Palma, marqués de Valero de Palma (París 14 de març de 1870 - ?), fou un polític valencià, diputat a Corts durant la restauració borbònica.
Membre del Partit Conservador, fou elegit diputat pel districte de Dénia a les eleccions generals espanyoles de 1899 i 1903, després de les quals va haver greus incidents provocats pels seguidors del candidat que no fou escollit, Luis Armiñán Pérez, qui comptava amb el suport de José Canalejas y Méndez. Va denunciar el caciquisme a la Marina Alta i va rebre el títol de marquès el 1902 del papa Lleó XIII. A les eleccions generals espanyoles de 1905 fou elegit diputat per Dénia amb el Partit Liberal, i protestà per la detenció arbitrària del seu company de partit Juan Bautista Gavilá Catalá, diputat provincial. Després fou representant de Trinitario Ruiz Valarino a la comarca, cosa que li valgué ser nomenat senador per la província d'Alacant el 1914, 1916, 1918, 1920 i 1923.